# Maumusson-Laguian
Maumusson-Laguian är en kommun i departementet Gers i regionen Occitanien i sydvästra Frankrike. Kommunen ligger i kantonen Riscle som tillhör arrondissementet Mirande. År 2022 hade Maumusson-Laguian 143 invånare.

## Befolkningsutveckling
Antalet invånare i kommunen Maumusson-Laguian
Referens:INSEE